# Solsona, Ilocos Norte
Solsona là một đô thị hạng 4 ở tỉnh Ilocos Norte, Philippines. Theo điều tra dân số năm 2007, đô thị này có dân số 22.202 người trong 4.312 hộ. Its current mayor is Joseph Espiritu de Lara, the Vice Mayor is Jonathan E. de Lara.

## Các đơn vị hành chính
Solsona được chia ra 22 barangay.
| - Aguitap - Bagbag - Bagbago - Barcelona - Bubuos - Capurictan - Catangraran - Darasdas - Juan - Laureta - Lipay | - Maananteng - Manalpac - Mariquet - Nagpatpatan - Nalasin - Puttao - San Juan - San Julian - Santa Ana - Santiago - Talugtog |